# Killearn
Killearn es una localidad situada en el concejo de Stirling, en Escocia (Reino Unido). Tiene una población estimada. a mediados de 2020, de 1800 habitantes.
Está ubicada en la zona centro de Escocia, al noreste de Glasgow y al noroeste de Edimburgo.